# يوم الأرض الفلسطيني

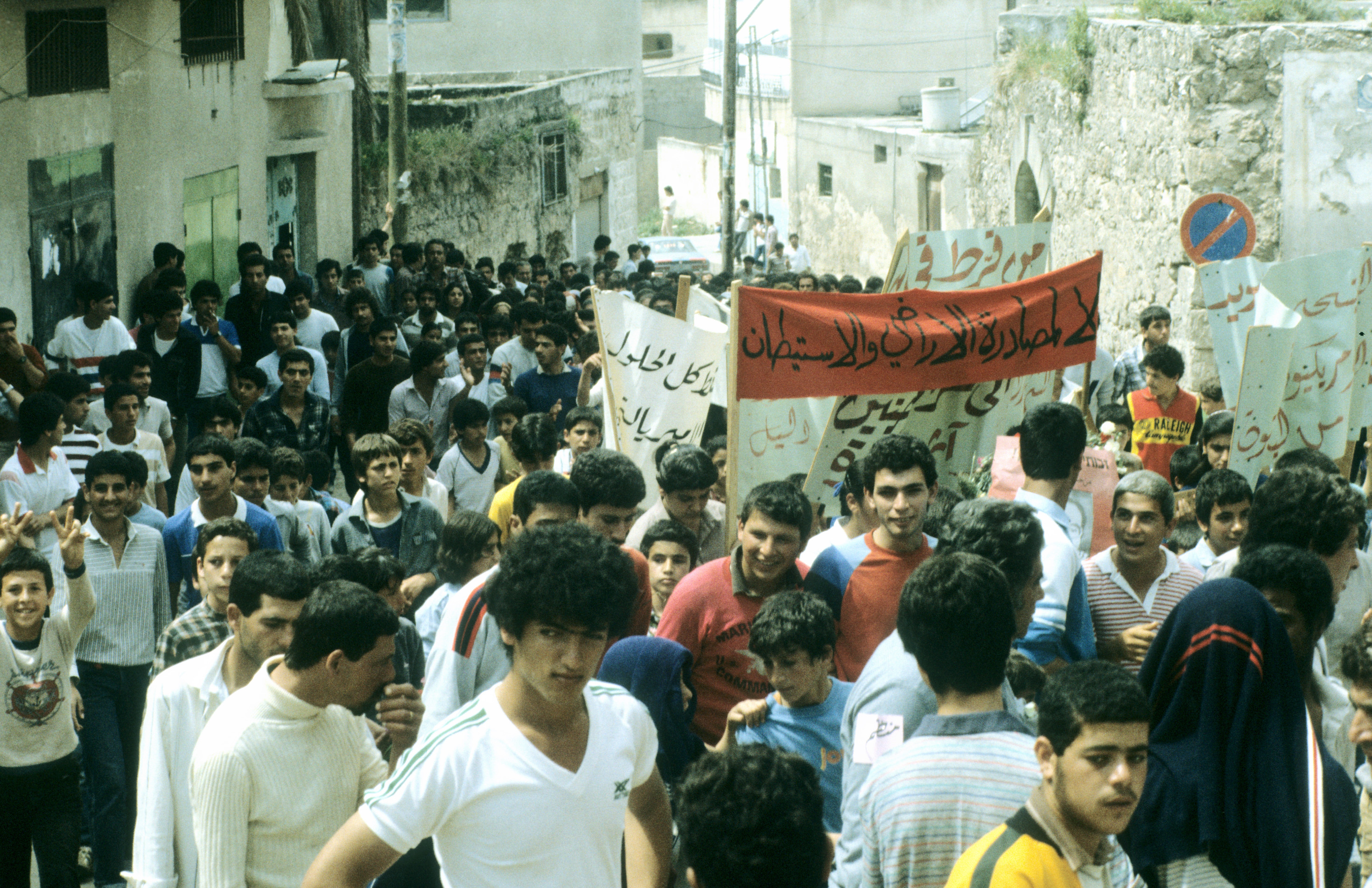
يوم الأرض الفلسطيني، 1979

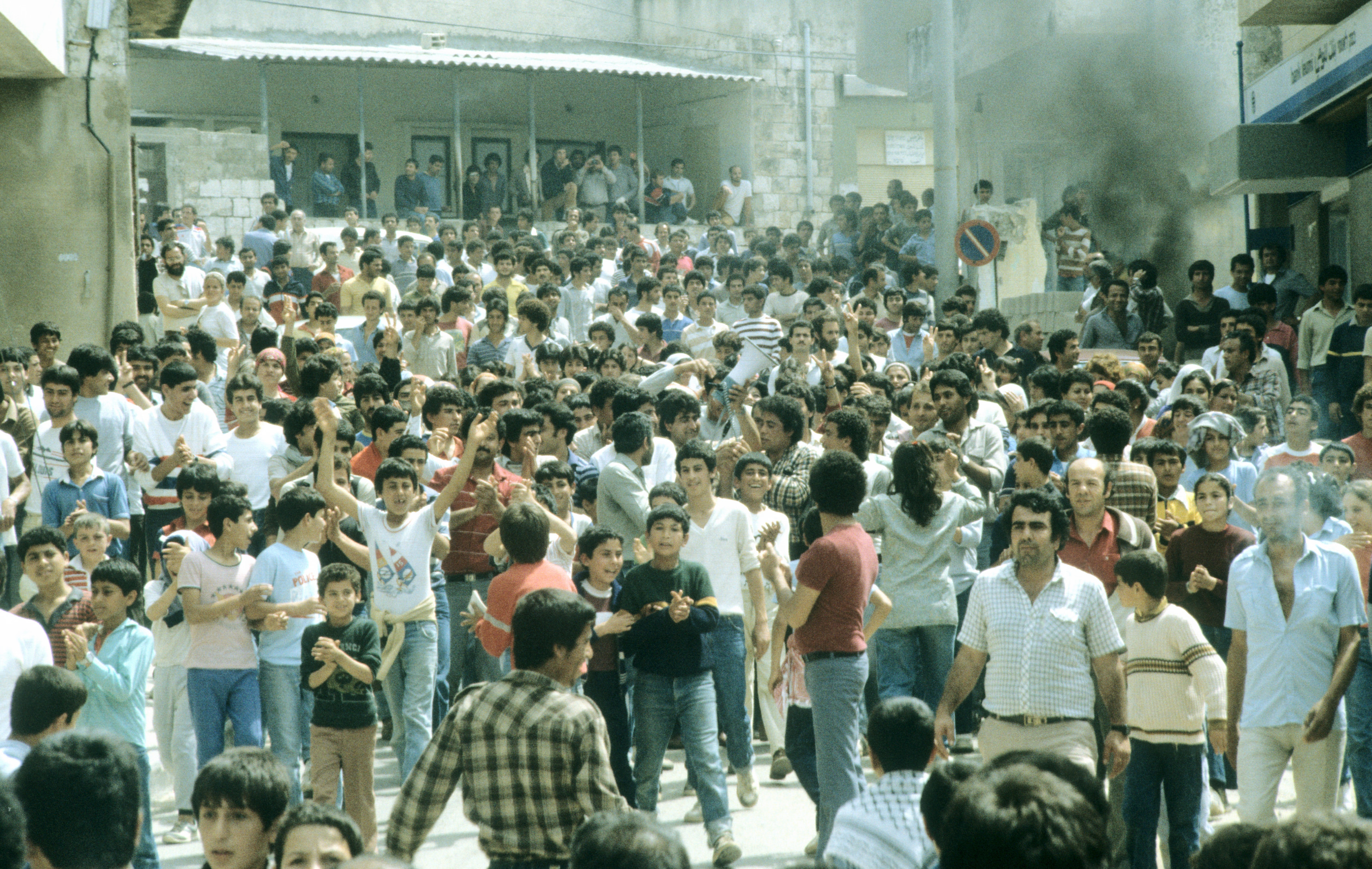
يوم الأرض الفلسطيني، 1979

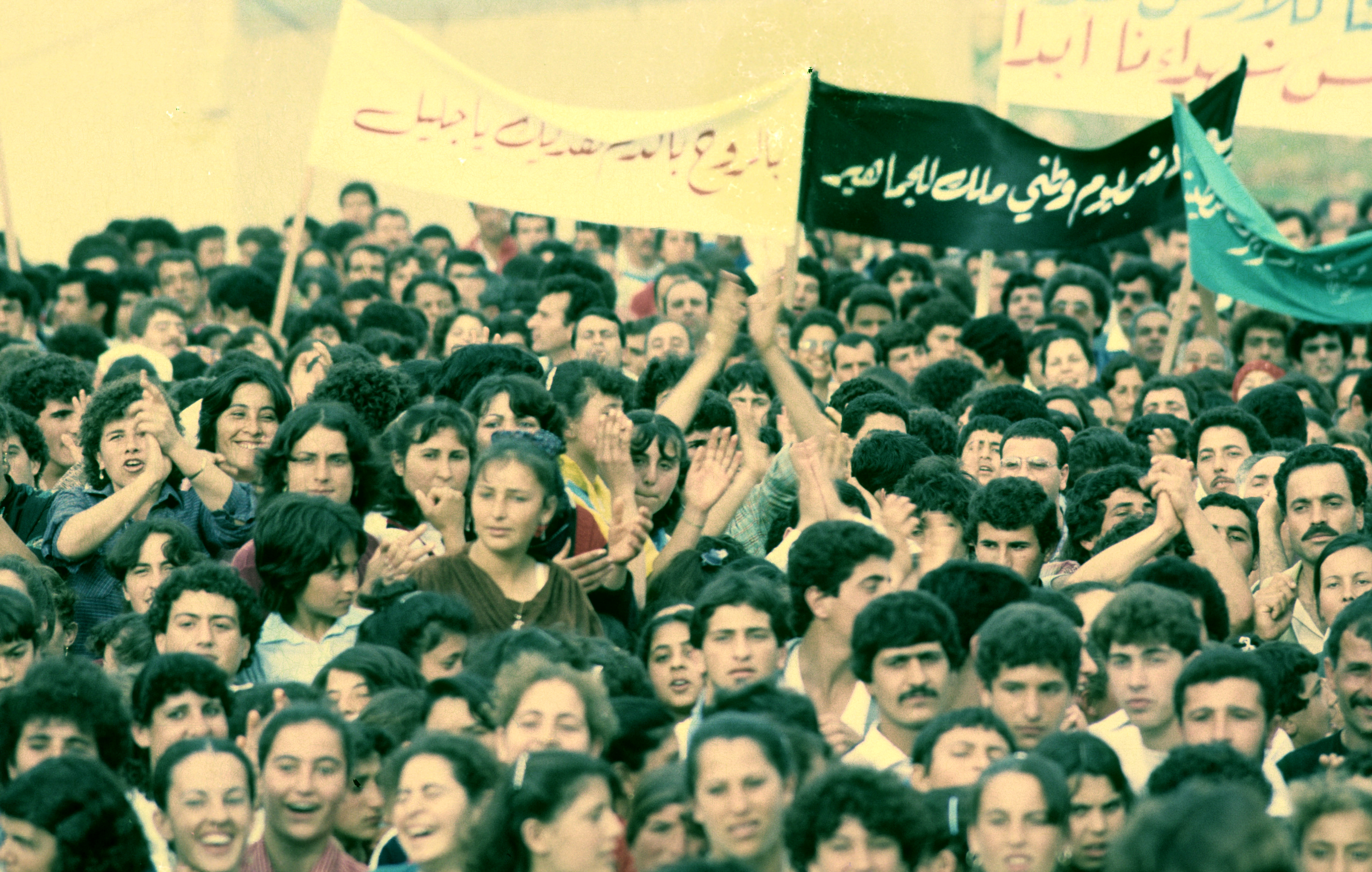
يوم الأرض الفلسطيني، سخنين، 1988

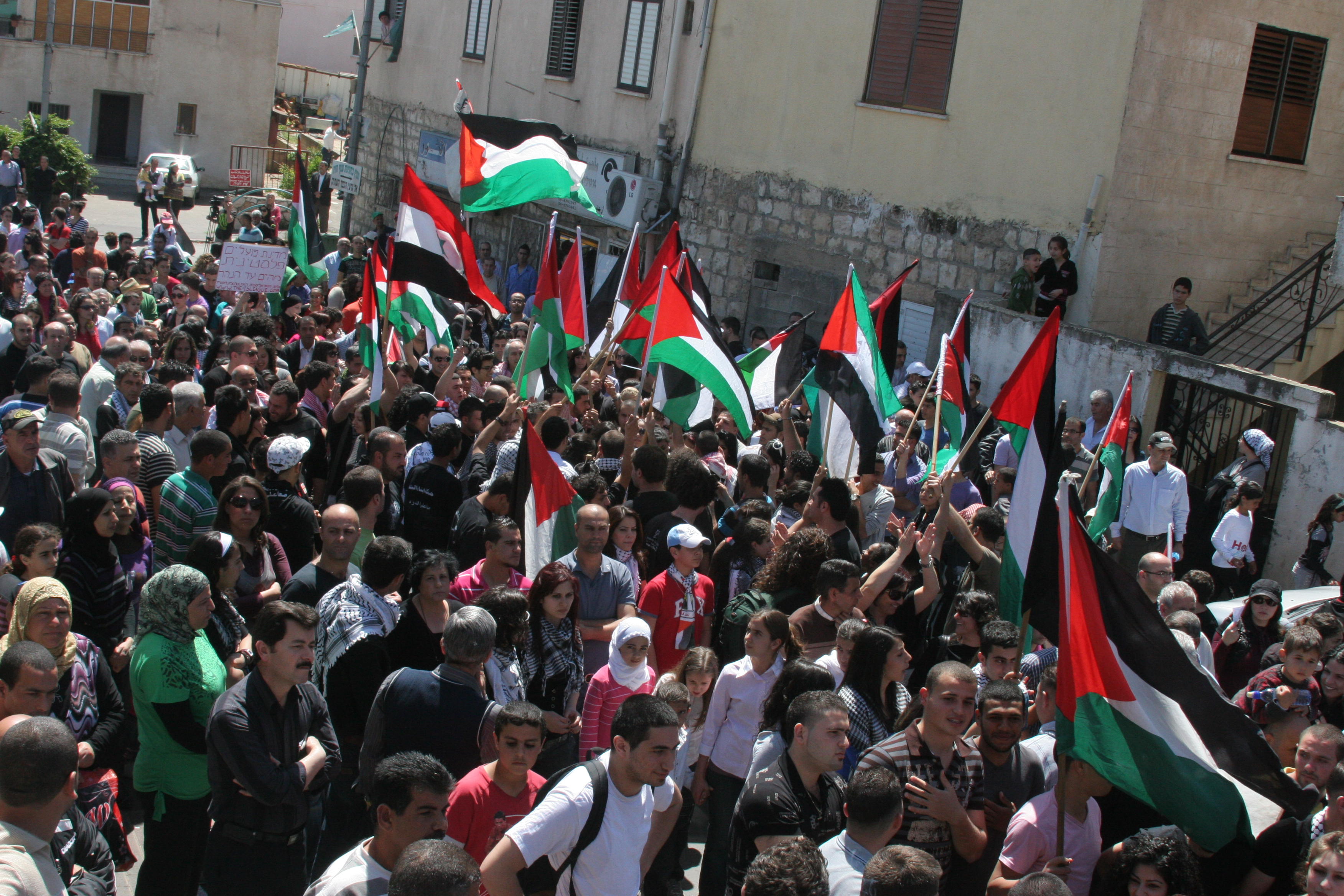
مسيرات يوم الأرض في سخنين عام 2010

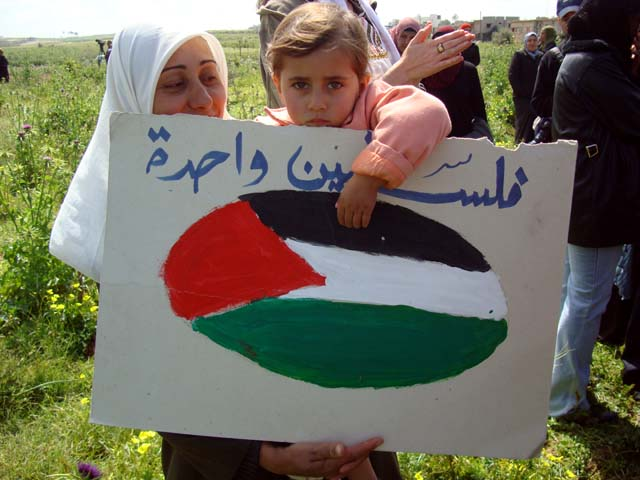
طفل فلسطيني يحمل لافتة خلال نشاط في ذكرى إحياء حياء يوم الأرض في بيت حانون، قطاع غزة

يوم الأرض الفلسطيني هو يوم يُحييه الفلسطينيون في 30 آذار من كلِ سنة، وتَعود أحداثه لآذار 1976 بعد أن قامت السّلطات الصهيونية بمصادرة آلاف الدّونمات من الأراضي ذات الملكيّة الخاصّة أو المشاع في نطاق حدود مناطق ذات أغلبيّة سكانيّة فلسطينيّة، وقد عم اضراب عام ومسيرات من الجليل إلى النقب وأندلعت مواجهات أسفرت عن سقوط ستة فلسطينيين وأُصيب واعتقل المئات.
ويعتبر يوم الأرض حدثاً محورياً في الصراع على الأرض وفي علاقة المواطنين العرب بالجسم السياسي الصهيوني بحيث أن هذه كانت هي المرة الأولى التي يُنظم فيها العرب في فلسطين منذ عام 1948 احتجاجات منظمة رداً على السياسات الصهيونية بصفة جماعية وطنية فلسطينية.

## الخلفية
قبل قيام دولة إسرائيل كان عرب فلسطين شعبًا مزارعًا بالمجمل، حيث أن 85% كانوا يحصلون على عيشهم من الأرض. بعد نزوح الفلسطينيين نتيجة حرب النكبة عام 1948، بقيت الأرض تلعب دورًا هامًا في حياة ما يقارب 156,000 من العرب الفلسطينيين الذين بقوا داخل ما أصبح دولة إسرائيل، وبقيت الأرض مصدرًا هامًا لانتماء الفلسطينيين العرب اليها.

### القانون الإسرائيلي والمصادرة
قانون الأراضي البور: كلّ أرض لم يفلحها أصحابها لأكثر من عام يحقّ لإسرائيل مصادرتها وتوزيعها على جهات أخرى تتعهد رعايتها، وكانت «إسرائيل» قد منعت العرب بفعل الحكم العسكري من دخول أراضيهم الزراعية لمدة تزيد عن عام وصادرتها. وبموجب قانون أملاك الغائبين (1950)، الذي أعطى العرب الباقين في فلسطين صفة الحاضر ومنحهم جنسيات إسرائيلية ولكن منعهم من دخول أراضيهم فتحوّلت الأراضي لبور.
تبنت الحكومة الإسرائيلية في عام 1950 قانون العودة لتسهيل الهجرة اليهودية إلى إسرائيل واستيعاب اللاجئين اليهود. وفي المقابل سنت قانون أملاك الغائبين الإسرائيلي والذي قام على نحو فعال بمصادرة الأراضي التابعة للاجئين الفلسطينيين الذين نزحوا أو طردوا من المنطقة التي أصبحت إسرائيل في عام 1948. كان يستخدم أيضا لمصادرة أراضي المواطنين العرب في إسرائيل «موجودة داخل الدولة، بعد تصنيفها في القانون على أنها «أملاك غائبة»، وكان يبلغ عدد «الغائبين الحاضرين» أو الفلسطينيين المشردين في الداخل نحو 20% من مجموع السكان العرب الفلسطينيين في إسرائيل. يقدر سلمان أبو ستة أن بين عامي 1948 و2003 أكثر من 1,000 كيلومتر مربع من الأراضي صودرت من المواطنين العرب في إسرائيل.

### المل- منطقة رقم 9
الملّ وهي تسمية الفلاحين من دير حنا، سخنين وعرابة وعرب السواعد للمنطقة التي صادرها الحاكم العسكري الإسرائيلي ومنع الفلاحين من الدخول إليها، وأطلقت عليها الأجهزة الأمنية الإسرائيلية اسم المنطقة رقم 9، وكان الدخول إليها ممنوعًا إلا لمن يحمل تصريحًا يتجدّد كلّ ثلاثة أشهر.
تقع منطقة الملّ في الجزء الشمالي الشرقي من مرج سخنين في سهل البطوف وهي مستوية، وترتفع 200 متر عن سطح البحر. سميت بهذا الاسم نسبة لشجر الملّ الذي يكثر فيها، وهناك بقايا لغابة ملّ كانت قديما في المنطقة، والملّ هي أحد أنواع شجر السنديان. تقدّر مساحة أراضي الملّ بحوالي 42 ألف دونم، في السبعينيات حاولت «إسرائيل» مصادرة 17 ألف دونم منها من أجل تحويلها لمنطقة عسكرية تابعة للجيش الإسرائيلي وفي أعقاب هذه المحاولات نشبت هبة يوم الأرض.

## الاحتجاج عام 1976
رافق قرار الحكومة بمصادرة الأراضي إعلان حظر التجول على قرى سخنين، عرابة، دير حنا، طرعان، طمرة، وكابول من الساعة الخامسة مساء يوم 29 مارس 1976. عقب ذلك دعا القادة العرب من الحزب الشيوعي الإسرائيلي، مثل توفيق زياد والذي شغل أيضا منصب رئيس بلدية الناصرة ليوم من الاضرابات العامة والاحتجاجات ضد مصادرة الأراضي والتي ستنظم يوم 30 مارس.
في 18 مارس اجتمع رؤساء المجالس المحلية العربية، وأعضاء من حزب العمل في شفا عمرو وصوتوا ضد دعم خروج المظاهرات، وعندما أصبح الخبر منتشراً خرجت مظاهرة خارج مبنى البلدية وقد فرقت بالغاز المسيل للدموع وأعلنت الحكومة أن جميع المظاهرات غير قانونية، وهددت بإطلاق النار على «المحرضين»، مثل معلمي المدارس الذين شجعوا الطلاب على المشاركة. وقد كانت تلك التهديدات غير فعالة فقد خرج الطلاب من الفصول الدراسية وانضموا إلى الإضراب وكذلك شاركوا في المسيرات العامة التي جرت في جميع أنحاء البلدات العربية في إسرائيل، من الجليل في الشمال إلى النقب في الجنوب. وقد جرت إضرابات تضامنية أيضًا في وقت واحد تقريبًا في الضفة الغربية وقطاع غزة، وفي معظم مخيمات اللاجئين الفلسطينيين في لبنان.
وفقًا لأورين يفتحئيل، فإن الاحتجاج ضد سياسات وممارسات الدولة من بين العرب الفلسطينيين في إسرائيل كانت نادرة قبل منتصف سنة 1970، وذلك بسبب مجموعة من العوامل بما في ذلك الحكم العسكري على مناطقهم، الفقر، العزلة، والتجزؤ في حين كانت الحركة السياسية للأرض نشطة لحوالي عقد من الزمن، وقد اعتبرت أنها غير قانونية في عام 1964، وكانت أكثر المناسبات البارزة المناهضة للحكومة هي احتجاجات عيد العمال سنويًا التي كان يُنظمها الحزب الشيوعي.[13]

## شهداء يوم الأرض

### قصص شهداء يوم الأرض
في صباح 30 آذار من العام 1976 كانت عائلة خديجة تجلس على مصيف بيتهم، حين سمعوا صوت إطلاق رصاص في القرية فدخلوا إلى البيت ليكتشفوا أن خالد البالغ من العمر 8 سنوات ليس معهم، فأرسل الوالد خديجة للبحث عن أخيها ظنًا منه أن الجنود الإسرائيليين الذين فرضوا حظر التجوال في حينها، لن يقتلوا خديجة، ولكن عندما خرجت خديجة باغتتها قوة عسكرية إسرائيلية ومن شدة خوفها دارت للعودة للبيت فقتلها الجنود برصاصة في الظهر.

### أسماء شهداء يوم الأرض[21]
| الاسم                | العمر | تاريخ الاستشهاد    | البلد        | مكان الاستشهاد |
| -------------------- | ----- | ------------------ | ------------ | -------------- |
| خديجة قاسم شواهنة    | 23    | 30آذار-مارس /1976  | سخنين        | سخنين          |
| خير أحمد ياسين       | 23    | 29 آذار-مارس 1976  | عرابة        | عرابة          |
| رجا حسين أبو ريا     | 23    | 30 آذار-مارس /1976 | سخنين        | سخنين          |
| خضر عيد محمود خلايلة | 24    | 30 آذار-مارس /1976 | سخنين        | سخنين          |
| محسن حسن سيد طه      | 15    | 30 آذار-مارس /1976 | كفركنا       | كفركنا         |
| رأفت علي زهيري       | 20    | 30 آذار-مارس /1976 | مخيم نور شمس | الطيبة         |

## الأثر
يحيي الفلسطينيون سنويًّا ذكرى يوم الأرض بـ30 آذار/ مارس...

## أدبيات يوم الأرض
كتب محمود درويش ليوم الأرض قصيدة بعنوان الأرض وخلّد فيها اسم خديجة شواهنة يقول فيها:
"أنا الأرض
والارض أنت
خديجة! لا تغلقي الباب
لا تدخلي في الغياب
سنطردهم من اناء الزهور وحبل الغسيل
سنطردهم عن حجارة هذا الطريق الطويل
سنطردهم من هواء الجليل."
وكذلك في الأدب الشعبي نجد أهازيج كثيرة تتوحّد فيها البلاد للدفاع عن الأرض والبلد:
"يا طلت خيلنا من قاع وادي // يا طلت خيلنا من قاع وادي
عوايد رجالنا تكيد الاعادي // عوايد رجالنا تكيد الاعادي
ياطلت خيلنا من دير حنا // يومك يارض والشعب غنى
ياطبت خيلنا من كفر كنا // يومك يارض والدم غنى
ياطلت خيلنا من مجد الكروم // دمك شبابنا ع الأرض بيعوم
ياطلت خيلنا من صوب عرابه // لاجلك يابلادنا ضحوا الشباب
ياطلت خيلنا من تل سخنين // يومك يارضنا نحنا شاهدين
ياطبت خيلنا من فوق الرامه // تسلم ياشعبنا يابو الكرامة
ياطلت خيلنا من ارض البعنه // بغني ع بلادنا والجمع سامعني
ياطلت خيلنا من أبو سنان // حبك يابلادي مكتوب ع لساني".

## وصلات خارجية
- يوم الأرض، مكتبة إسرائيل الوطنية